# Vloeistofchromatografie
Vloeistofchromatografie is een analytische methode waarbij er gebruik wordt gemaakt van het verschil in affiniteit van stoffen met zowel de mobiele als de stationaire fase. De mobiele fase is in vloeistofchromatografie altijd een vloeistof.
Vloeistofchromatografie is onderverdeeld in een aantal typen:
- Dunnelaagchromatografie
- Partitiechromatografie
- Adsorptiechromatografie
- Ion exchangechromatografie
- Size exclusionchromatografie
- Affiniteitschromatografie

Apparatuur voor chromatografische scheidingen:
- lagedrukvloeistofchromatografie (LPLC = Low Pressure Liquid Chromatography)
- hogedrukvloeistofchromatografie (HPLC = High Pressure Liquid Chromatography)

De term LPLC en HPLC worden respectievelijk ook Low Performance Liquid Chromatography en High Performance Liquid Chromatography genoemd
Vloeistofchromatografie wordt zeer veel toegepast in ziekenhuizen, universiteiten en diverse industrieën, zowel voor analytische als voor productietoepassingen.
Een voorbeeld van gebruik van vloeistofchromatografie is het aantonen van dopinggebruik in de sport. Om de aanwezigheid aan te tonen van het dopingmiddel tussen de verscheidenheid van stoffen die door het lichaam in de urine worden uitgescheiden moet het dopingmiddel, dat zijn eigen moleculaire kenmerken heeft, gescheiden worden van de andere stoffen. Dit gebeurt met behulp van chromatografische technieken. Doordat elke stof zijn eigen 'aanhechtingskracht' heeft tot de stationaire fase worden ze sneller of langzamer met de mobiele fase meegevoerd. Op die manier wordt het dopingmiddel van de andere stoffen gescheiden.